# Ferrón
Ferrón es una variedad de uva tinta (Vitis vinifera), cuyo origen se encuentra en Galicia (España). Se utiliza para la producción de vino. Como otras uvas de calidad gallegas, es muy escasa. Produce vinos ácidos, sin mucho alcohol. Se usa para complementar otras variedades como la merenzao o la brancellao. Según la Orden APA/1819/2007, se trata de una variedad recomendada en la comunidad autónoma de Galicia. Se encuentra en la Denominación de Origen Ribeiro. 